# Кастро, Хорхе Фернандо
Хорхе Фернандо Кастро (исп. Jorge Fernando Castro; 18 августа 1967, Калета-Оливия, Санта-Крус, Аргентина) — аргентинский боксёр-профессионал, выступавший в 1-й средней, средней, 2-й средней, полутяжелой и 1-й тяжёлой весовоых категориях. Чемпион мира в средней (версия WBA, 1994—1995) весовой категории.

## Биография

### 1987—1992
Дебютировал в феврале 1987 года. Очень много боёв провёл в родной Аргентине против посредственных соперников.
В декабре 1991 года Кастро проиграл по очкам чемпиону мира 1-м среднем весе по версии WBC Терри Норрису.

### 30 июня1992Рой Джонс—Хорхе Фернандо Кастро
- Место проведения:  Пенсакола, Флорида, США
- Результат: Победа Джонса единогласным решением в 10-раундовом бою
- Статус: Рейтинговый бой
- Рефери: Фрэнк Сантори младший
- Счет судей: Джей Кэссис (98—92), Фред Саурер (100—91), Винсент Томас (99—91) — все в пользу Джонса
- Вес: Джонс 72,1 кг; Кастро 71,0 кг
- Трансляция: USA Network

В июне 1992 года Хорхе Фернандо Кастро вышел на ринг против непобеждённого Рою Джонса. Американец превосходил своего соперника в скорости и точности ударов. По окончании поединка все судьи отдали победу Рою Джонсу. 

### 1992—1994
В августе 1994 года состоялся бой за вакантный титул чемпиона мира в среднем весе по версии WBA между Хорхе Фернандо Кастро и Реджи Джонсоном. Аргентинец победил раздельным решением судей.
В ноябре 1994 года он нокаутировал во 2-м раунде Алекса Рамоса.

### 10 декабря1994Хорхе Фернандо Кастро —Джон Дэвид Джексон
- Место проведения:  Эстадио де Бейсбол, Монтеррей, Нуево Леон, Мексика
- Результат: Победа Кастро техническим нокаутом в 9-м раунде в 12-раундовом бою
- Статус: Чемпионский бой за титул WBA в среднем весе (2-я защита Кастро)
- Рефери: Стэнли Кристодулу
- Счет судей: Ги Джутрас (71—80), Эктор Эрнандес (73—80), Эдуардо Луна (74—79) — все в пользу Джексона
- Время: 2:34 (по данным Showtime 2:43)
- Вес: Кастро 72,6 кг; Джексон 72,6 кг
- Трансляция: Showtime SET

В декабре 1994 года Кастро вышел на ринг против бывшего чемпиона мира в среднем весе по версии WBA американца Джона Дэвид Джексон. Джексон имел преимущество за счёт того, что держал дистанцию, и работал джебом. Его удары так часто достигали цели, что после середины боя лицо аргентинца было избитым. В начале 7-го раунда американец провел правый хук в голову, и тут же пробил левый кросс туда же. Кастро зашатался и попятился. Джексон прижал его к канатам и начал добивать. Он начал бомбить его хуками в голову и в корпус, а затем провёл несколько удачных апперкотов в челюсть. Кастро смог выстоять. В конце 9-го раунда Джексон пробил левый хук в челюсть. Кастро зашатался. Джексон попытался его добить. Кастро наклонил корпус и голову. Почти все удары американца прошли мимо цели. В это время Кастро поднял голову и выбросил наотмашь левый хук мимо, и тут же правый хук точно в челюсть. Джексон рухнул на канвас. Он поднялся на счёт 7, но шатался. Рефери позволил бою продолжиться. Кастро сразу же подбежал и выбросил правый хук в челюсть. Джексон вновь упал. Он поднялся на счёт 8, но опять нетвёрдо держался на ногах. Рефери вновь позволил ему продолжить бой. Кастро сразу подбежал и пробил правый хук в челюсть. Джексон опять рухнул. Рефери сразу же прекратил бой, так как в действовало правило трёх нокдаунов. Поединок получил статус «бой года» по версии журнала «Ринг». Поединок проходил в рамках шоу, организованного телеканалом Showtime, главным событием которого был бой Хулио Сесар Чавес — Тони Лопес.

### 1995—2007
В мае 1995 года Кастро в 12-м раунде нокаутировал Энтони Эндрюса.
В октябре 1995 года состоялся 2-й бой между Хорхе Фернандо Кастро и Реджи Джонсоном. Аргентинец вновь победил по очкам раздельным решением.
В декабре 1995 года он в Японии проиграл по очкам местному боксёру Синдзи Такехаре.
В феврале 1997 года Кастро победил по очкам Роберто Дурана.
В июне 1997 состоялся 2-й бой между Кастро и Роберто Дураном. На этот раз по очкам победил панамец.
В феврале 1998 года состоялся 2-й бой между Кастро и Джоном Дэвидом Джексоном. Аргентинец победил по очкам.
В декабре 2000 года он вышел на ринг против чемпиона мира в 1-м тяжёлом весе по версии WBC Хуана Карлоса Гомеса. Гомес победил нокаутом в 10-м раунде.
В октябре 2001 года Кастро в элиминаторе нокаутом в 9-м раунде победил Имаму Мейфилда.
В феврале 2002 года он проиграл по очкам чемпиону мира в 1-м тяжёлом весе по версии IBF Василию Жирову.
В апреле 2003 года Кастро проиграл по очкам Полу Бриггсу.
В мае 2005 года он победил в элиминаторе Деррика Хармона.
В январе 2007 года Кастро провёл свой последний бой